# Sympodium hyalinum
Sympodium hyalinum is een zachte koraalsoort uit de familie Xeniidae. De koraalsoort komt uit het geslacht Sympodium. Sympodium hyalinum werd in 1887 voor het eerst wetenschappelijk beschreven door Grieg. 